# 7mm BR Remington
7mm BR Remington, який ще називають 7mm BR або повністю 7mm Benchrest Remington, був набоєм, який розробила компанія Remington для свого однозарядного пістолета з ковзним затвором Remington XP-100. Набій розробили для класу Unlimited в змаганнях зсилуетної стрільби. Пізніше його використовували в однозарядній гвинтівці з ковзним затвором Remington Model XB-40, яку спеціально розробили для стрільби зі станка.
Набій 7mm BR створено на базі попередніх набоїв Remington для стрільби зі станка 6mm BR Remington та .22 BR Remington. Ці набої, в свою чергу, походять від набоїв .308 Winchester та .308×1.5-inch Barnes. Набій 7mm BR створили шляхом розширення дульця вже існуючого набою 6mm BR Remington для встановлення кулі .28 калібру (7 мм). Куля вагою 9 г здатна досягти швидкості 670 м/с або вагою 10 г — 640 м/с при стрільбі зі стволу довжиною 380 мм.
В якості мисливського набій можна використовувати для полювання на невеликих оленів на відстані 140 м. З легшими кулями, набій можно використовувати для полювання на дрібних тварин або хижаків. Проте основним призначенням набою 7mm BR Remington, було використання його в спортивній зброї для силуетної стрільби. Він має достатньо енергії щоб збити мішень на відстані 180 м. Пізніше його почали використовувати в стрільбі зі станка, коли компанія Remington випустила свою гвинтівку X-40 під цей набій.
Свого часу компанія Remington випускала кулі та гільзи для цього набою. Компанія продовжила випуск гільз 7mm BR Remington протягом першої половини 1990-х. Зараз набій визнано застарілим і ніхто зараз не випускає кулі та гільзи для нього, компанія Ремінгтон припинила впуск зброї під цей набій. У квітні 2020 року компанія Peterson почала випускати гільзи зі своєю штамповкою.